# Brendan Gallagher
Brendan Gallagher (* 6. Mai 1992 in Edmonton, Alberta) ist ein kanadischer Eishockeyspieler. Der rechte Flügelspielers steht seit 2011 bei den Canadiens de Montréal in der National Hockey League unter Vertrag. Mit der kanadischen Nationalmannschaft gewann er bei der Weltmeisterschaft 2016 die Goldmedaille.

## Karriere
Brendan Gallagher begann seine Karriere bei den Greater Vancouver Canadians in der British Columbia Major Midget League, bevor er von den Vancouver Giants aus der Western Hockey League verpflichtet wurde. In seiner Rookiesaison gelangen ihm dort 31 Scorerpunkte bei einer Plus/Minus-Bilanz von +26. In den Play-offs zogen die Vancouver Giants bis in die Conference Finals ein, scheiterten dort aber an den Kelowna Rockets. Nachdem ihm in der folgenden Saison 41 Tore gelangen und er in den Play-offs mit 21 Punkten fünftbester Scorer war, wurde er im NHL Entry Draft 2010 in der fünften Runde von den Canadiens de Montréal ausgewählt. Er blieb anschließend zwei weitere Jahre bei seinem Juniorenverein in der WHL. Dabei gelang es ihm, von 2009 bis 2012 in drei aufeinander folgenden Spielzeiten jeweils über 40 Tore zu erzielen. Am erfolgreichsten war er in der Saison 2010/11, als ihm in 66 Spielen 44 Tore und 47 Assists gelangen. Mit 91 Scorerpunkten belegte er damit im ligaweiten Vergleich den achten Platz. Gleichzeitig sammelte er über 100 Strafminuten.
Gallagher hält bei den Vancouver Giants Franchise-Rekorde für die meisten erzielten Tore (136) und Scorerpunkte (280).

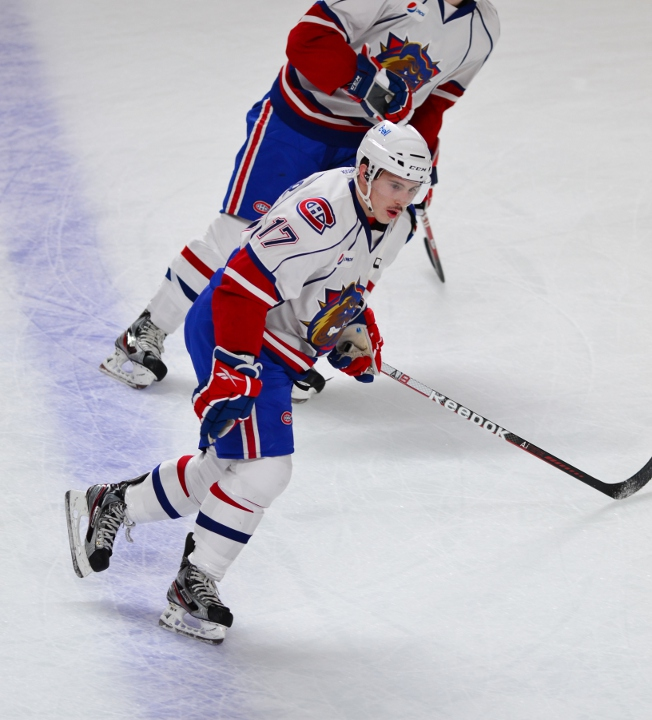
Gallagher im Trikot der Hamilton Bulldogs

Am 16. November 2011 unterzeichnete Gallagher bei den Canadiens einen Einstiegsvertrag über drei Jahre ab der Saison 2012/13. Am 13. Oktober 2012 bestritt er sein erstes Spiel beim Farmteam der Canadiens in der AHL, den Hamilton Bulldogs, und konnte dabei eine Torvorlage erzielen. Im Januar 2013, nach dem Ende des Lockouts in der NHL, wurde er in den Kader der Canadiens berufen.
Bei seinem NHL-Debüt gegen die Florida Panthers am 22. Januar 2013 konnte er mit einer Vorlage seinen ersten Scorerpunkt erzielen, bevor er zwei Spiele später im Spiel gegen die New Jersey Devils auch sein erstes Tor schoss. Gallagher etablierte sich so bei den Canadiens sofort als Stammspieler und wurde nach dem Wechsel von Erik Cole zeitweise in die erste Angriffsreihe der Mannschaft befördert. Am Ende der Saison war er mit 15 Toren zweitbester Torschütze und mit 28 Punkten viertbester Scorer unter den Rookies der Liga und wurde für die Calder Memorial Trophy, die jährlich an den besten Neuprofi verliehen wird, nominiert. Zudem wurde er ins NHL All-Rookie Team gewählt.
Im Laufe der folgenden Jahre etablierte sich Gallagher als regelmäßiger Scorer bei den Canadiens und erreichte in der Saison 2017/18 erstmals die Marke von 30 Toren, eine Leistung, die er in der folgenden Spielzeit bestätigte. Im Oktober 2020 unterzeichnete der US-Amerikaner einen neuen Sechsjahresvertrag in Montréal, der ihm ein durchschnittliches Jahresgehalt von 6,5 Millionen US-Dollar einbringen soll. Anschließend erreichte er mit den Canadiens das Endspiel der Playoffs 2021, unterlag dort allerdings den Tampa Bay Lightning mit 1:4.

### International
Gallagher bestritt sein erstes internationales Turnier bei der World U-17 Hockey Challenge 2009, als er mit der Auswahl Canada Pacific die Silbermedaille gewann. Anschließend besuchte er 2010 und 2011 drei Mal ein Auswahlcamp der kanadischen Junioren-Nationalmannschaft, ohne dabei sofort den Sprung in die Auswahl zu schaffen. Schließlich wurde er zur U20-Junioren-Weltmeisterschaft 2012, die in seiner Heimatprovinz Alberta ausgetragen wurde, erstmals ins Team Canada berufen. Nach dem Ausscheiden im Halbfinale gegen die russische Mannschaft gewann das Team die Bronzemedaille. Gallagher erzielte insgesamt drei Tore und drei Assists, außerdem gab er im Laufe des Turniers 35 Torschüsse ab, so viele wie kein anderer kanadischer Spieler.
Im Herrenbereich debütierte Gallagher bei der Weltmeisterschaft 2016 und gewann dort mit dem Team direkt die Goldmedaille.

## Erfolge und Auszeichnungen
- 2011 WHL West First All-Star Team
- 2012 WHL West First All-Star Team
- 2013 Teilnahme am AHL All-Star Classic
- 2013 NHL All-Rookie Team

### International
- 2009 Silbermedaille bei der World U-17 Hockey Challenge
- 2012 Bronzemedaille bei der U20-Junioren-Weltmeisterschaft
- 2016 Goldmedaille bei der Weltmeisterschaft

## Karrierestatistik
Stand: Ende der Saison 2024/25

### International
Vertrat Kanada bei:
- World U-17 Hockey Challenge 2009
- U20-Junioren-Weltmeisterschaft 2012
- Weltmeisterschaft 2016

(Legende zur Spielerstatistik: Sp oder GP = absolvierte Spiele; T oder G = erzielte Tore; V oder A = erzielte Assists; Pkt oder Pts = erzielte Scorerpunkte; SM oder PIM = erhaltene Strafminuten; +/− = Plus/Minus-Bilanz; PP = erzielte Überzahltore; SH = erzielte Unterzahltore; GW = erzielte Siegtore; 1 Play-downs/Relegation; Kursiv: Statistik nicht vollständig)